# Patinação de velocidade nos Jogos Olímpicos de Inverno de 2014 - Perseguição por equipes masculino
As competições de perseguição por equipes masculinas da patinação de velocidade nos Jogos Olímpicos de Inverno de 2014 foram disputadas na Adler Arena em Sóchi, entre 22 e 23 de fevereiro de 2014.

## Medalhistas
|  | NED Países Baixos                        |  | KOR Coreia do Sul                          |  | POL Polônia                                       |
|  | Jan Blokhuijsen Sven Kramer Koen Verweij |  | Joo Hyong-jun Kim Cheol-min Lee Seung-hoon |  | Zbigniew Bródka Konrad Niedźwiedzki Jan Szymański |

## Recordes
Antes desta competição, os recordes mundiais e olímpicos da prova eram os seguintes:
| Tipo | Atleta                                                       | Tempo       | Local          | Data                    |
| ---- | ------------------------------------------------------------ | ----------- | -------------- | ----------------------- |
|      | Países Baixos · Koen Verweij · Jan Blokhuijsen · Sven Kramer | 3:35.60 min | Salt Lake City | 16 de novembro de 2013  |
|      | Países Baixos · Jan Blokhuijsen · Sven Kramer · Koen Verweij | 3:39.95 min | Vancouver      | 27 de fevereiro de 2010 |

Um novo recorde olímpico foi estabelecido durante a competição:
| Tipo | Atleta                                                       | Tempo       | Local          | Data                    |
| ---- | ------------------------------------------------------------ | ----------- | -------------- | ----------------------- |
|      | Países Baixos · Koen Verweij · Jan Blokhuijsen · Sven Kramer | 3:35.60 min | Salt Lake City | 16 de novembro de 2013  |
|      | Países Baixos · Jan Blokhuijsen · Sven Kramer · Koen Verweij | 3:37.71 min | Sóchi          | 22 de fevereiro de 2014 |

## Resultados
|  | Quartas de final | Quartas de final   | Quartas de final  |                   |             | Semifinal         | Semifinal           | Semifinal           |                     |  | Final | Final             | Final   |
|  |                  |                    |                   |                   |             |                   |                     |                     |                     |  |       |                   |         |
|  | 1                | NED Países Baixos  | 3:44.48           |                   |             |                   |                     |                     |                     |  |       |                   |         |
|  | 7                | FRA França         | 3:53.17           |                   |             |                   |                     |                     |                     |  |       |                   |         |
|  | 7                | FRA França         | 3:53.17           |                   | 1           | NED Países Baixos | 3:40.79             |                     |                     |  |       |                   |         |
|  |                  |                    |                   |                   | 1           | NED Países Baixos | 3:40.79             |                     |                     |  |       |                   |         |
|  |                  | 5                  | POL Polônia       | 3:52.08           |             |                   |                     |                     |                     |  |       |                   |         |
|  | 4                | 5                  | POL Polônia       | 3:52.08           | NOR Noruega | 3:43.19           |                     |                     |                     |  |       |                   |         |
|  | 4                |                    |                   |                   | NOR Noruega | 3:43.19           |                     |                     |                     |  |       |                   |         |
|  | 5                | POL Polônia        | 3:42.78           |                   |             |                   |                     |                     |                     |  |       |                   |         |
|  |                  |                    |                   |                   |             |                   |                     |                     |                     |  | 1     | NED Países Baixos | 3:37.71 |
|  |                  |                    | 2                 | KOR Coreia do Sul | 3:40.85     |                   |                     |                     |                     |  |       |                   |         |
|  | 3                | USA Estados Unidos | 3:46.82           |                   |             |                   |                     |                     |                     |  |       |                   |         |
|  | 6                | CAN Canadá         | 3:43.30           |                   |             |                   |                     |                     |                     |  |       |                   |         |
|  | 6                | CAN Canadá         | 3:43.30           |                   | 6           | CAN Canadá        | 3:45.28             |                     |                     |  |       |                   |         |
|  |                  |                    |                   |                   | 6           | CAN Canadá        | 3:45.28             |                     |                     |  |       |                   |         |
|  |                  | 2                  | KOR Coreia do Sul | 3:42.32           |             |                   | Disputa pelo bronze | Disputa pelo bronze | Disputa pelo bronze |  |       |                   |         |
|  | 2                | KOR Coreia do Sul  | 3:40.84           |                   |             |                   | 5                   | POL Polônia         | 3:41.94             |  |       |                   |         |
|  | 8                | RUS Rússia         | 3:44.22           |                   |             |                   |                     |                     |                     |  | 6     | CAN Canadá        | 3:44.27 |

### Quartas de final
| Pos                | País               | Atletas                                             | Tempo   | Diferença | Notas       |
| ------------------ | ------------------ | --------------------------------------------------- | ------- | --------- | ----------- |
| Quartas de final 1 |                    |                                                     |         |           |             |
| 1                  | CAN Canadá         | Mathieu Giroux Lucas Makowsky Denny Morrison        | 3:43.30 | —         | Semifinal 1 |
| 2                  | USA Estados Unidos | Shani Davis Brian Hansen Jonathan Kuck              | 3:46.82 | +3.52     | Final D     |
| Quartas de final 2 |                    |                                                     |         |           |             |
| 1                  | KOR Coreia do Sul  | Joo Hyong-jun Kim Cheol-min Lee Seung-hoon          | 3:40.84 | —         | Semifinal 1 |
| 2                  | RUS Rússia         | Aleksandr Rumyantsev Denis Yuskov Ivan Skobrev      | 3:44.22 | +3.38     | Final C     |
| Quartas de final 3 |                    |                                                     |         |           |             |
| 1                  | POL Polônia        | Zbigniew Bródka Konrad Niedźwiedzki Jan Szymański   | 3:42.78 | —         | Semifinal 2 |
| 2                  | NOR Noruega        | Håvard Bøkko Håvard Lorentzen Sverre Lunde Pedersen | 3:43.19 | +0.41     | Final C     |
| Quartas de final 4 |                    |                                                     |         |           |             |
| 1                  | NED Países Baixos  | Jan Blokhuijsen Sven Kramer Koen Verweij            | 3:44.48 | —         | Semifinal 2 |
| 2                  | FRA França         | Alexis Contin Ewen Fernandez Benjamin Macé          | 3:53.17 | +8.69     | Final D     |

### Semifinais
| Pos         | País              | Atletas                                           | Tempo   | Diferença | Notas   |
| ----------- | ----------------- | ------------------------------------------------- | ------- | --------- | ------- |
| Semifinal 1 |                   |                                                   |         |           |         |
| 1           | KOR Coreia do Sul | Joo Hyong-jun Kim Cheol-min Lee Seung-hoon        | 3:42.32 | —         | Final A |
| 2           | CAN Canadá        | Mathieu Giroux Lucas Makowsky Denny Morrison      | 3:45.28 | +2.96     | Final B |
| Semifinal 2 |                   |                                                   |         |           |         |
| 1           | NED Países Baixos | Jan Blokhuijsen Sven Kramer Koen Verweij          | 3:40.79 | —         | Final A |
| 2           | POL Polônia       | Zbigniew Bródka Konrad Niedźwiedzki Jan Szymański | 3:52.08 | +11.29    | Final B |

TR = track record

### Finais
| Pos               | País               | Atletas                                                 | Tempo   | Diferença | Notas            |
| ----------------- | ------------------ | ------------------------------------------------------- | ------- | --------- | ---------------- |
| Final A           |                    |                                                         |         |           |                  |
| Medalha de ouro   | NED Países Baixos  | Jan Blokhuijsen Sven Kramer Koen Verweij                | 3:37.71 | —         | Recorde olímpico |
| Medalha de prata  | KOR Coreia do Sul  | Joo Hyong-jun Kim Cheol-min Lee Seung-hoon              | 3:40.85 | +3.14     |                  |
| Final B           |                    |                                                         |         |           |                  |
| Medalha de bronze | POL Polônia        | Zbigniew Bródka Konrad Niedźwiedzki Jan Szymański       | 3:41.94 | —         |                  |
| 4                 | CAN Canadá         | Mathieu Giroux Lucas Makowsky Denny Morrison            | 3:44.27 | +2.33     |                  |
| Final C           |                    |                                                         |         |           |                  |
| 5                 | NOR Noruega        | Håvard Bøkko Sverre Lunde Pedersen Simen Spieler Nilsen | 3:44.91 | —         |                  |
| 6                 | RUS Rússia         | Aleksandr Rumyantsev Aleksey Yesin Denis Yuskov         | 3:49.85 | +4.94     |                  |
| Final D           |                    |                                                         |         |           |                  |
| 7                 | USA Estados Unidos | Brian Hansen Jonathan Kuck Joey Mantia                  | 3:46.50 | —         |                  |
| 8                 | FRA França         | Alexis Contin Ewen Fernandez Benjamin Macé              | 3:51.76 | +5.26     |                  |

Legenda
| Recorde mundial      | Recorde mundial (World record)               |                       | Recorde africano                      | Recorde africano (African) |                                           | Q | Classificado por posição (Qualified) |
| Recorde olímpico     | Recorde olímpico (Olympic record)            | Recorde da América    | Recorde da América (Americas)         | q                          | Classificado por melhor tempo (Qualified) |   |                                      |
| Melhor marca do ano  | Melhor marca do ano (World leading)          | Recorde asiático      | Recorde asiático (Asian)              | DNS                        | Não largou (Did not start)                |   |                                      |
| Recorde nacional     | Recorde nacional (National record)           | Recorde europeu       | Recorde europeu (European)            | DNF                        | Não terminou (Did not finish)             |   |                                      |
| Recorde pessoal      | Recorde pessoal do atleta (Personal best)    | Recorde da Oceania    | Recorde da Oceania (Oceania)          | DSQ / DQ                   | Desclassificado (Disqualified)            |   |                                      |
| Recorde da temporada | Recorde da temporada do atleta (Season best) | Recorde sul-americano | Recorde sul-americano (South America) | NM                         | Sem marca (No mark)                       |   |                                      |